# Inna Stepanova
Inna Yakovlevna Stepanova (Ulan-Ude, 17 de abril de 1990) é uma arqueira profissional russa, medalhista olímpica. Ela é da etnia dos Buriates.

## Carreira

### Rio 2016
Inna Stepanova fez parte da equipe da Rússia feminina nas Olimpíadas de 2012 e 2016 na qual conquistou a medalha de prata no Tiro com arco nos Jogos Olímpicos de Verão de 2016 - Equipes femininas, ao lado de Ksenia Perova e Tuyana Dashidorzhieva, perdendo para as sul-coreanas na final por 5-1.